# 신드롬 (드라마)
《신드롬》은 2012년 2월 13일부터 2012년 4월 17일까지 JTBC에서 방송되었던 월화 드라마이다.
대한민국의 종합편성채널 JTBC가 개국 이래 최초로 제작한 의학 드라마이며 신경외과를 소재로 이야기가 펼쳐진다.

## 줄거리
인간 생명의 중추인 뇌를 수술하는 신경외과 의사들을 통해 인간사 희로애락은 물론 그들 내부의 욕망, 경쟁, 사랑, 우정 등을 보여줄 정통 메디컬 드라마 작품이다.

## 등장 인물

### 주요 인물
- 한혜진 : 이해조 역 - 서울한국병원 신경외과 1년차
- 송창의 : 차여욱 역 - 서울한국병원 신경외과 1년차
- 박건형 : 강은현 역 - 서울한국병원 신경외과 4년차, 치프 (의국장)
- 조재현 : 차태진 역 - 서울한국병원 신경외과 교수, 서울한국병원 과장, 병원장
- 김성령 : 오은희 역 - 서울한국병원 순환기내과 교수, 순환기내과 과장
- 김유석 : 민성준 역 - 서울한국병원 신경외과 교수, 신경외과 과장

### 서울한국병원
- 임원희 : 오광희 역 - 신경외과 교수, 오은희의 남동생
- 엄효섭 : 박선우 역 - 신경외과 교수, 오은희와 민성준의 친구
- 윤지민 : 김이준 역 - 마취통증의학과 교수, 차태진의 연인
- 김동현 : 이재윤 역 - 신경외과 3년차
- 장성원 : 허조강 역 - 신경외과 2년차
- 장예원 : 박범주 역 - 응급의학과 4년차
- 이주화 : 이정미 역 - 수간호사
- 양잉꼬 : 권미란 역 - 병동 간호사
- 백옥담 : 고아름 역 - 병동 간호사

### 주변 인물
- 임병기 : 이규조 역 - 해조의 아버지
- 이칸희 : 강희연 역 - 은현의 어머니

### 그 외 인물
- 김호창 : 양상두 역 - 성형외과 인턴, 해조의 대학친구
- 강성한 : 차태진의 비서 역
- 변근영
- 조성인
- 설인화
- 이문수 : 뇌내출혈 환자 역
- 최효현 : 간호사 역
- 박승배
- 김서정 : 기자 역
- 변동준
- 이현정 : 이준미 역 - 지주막하출혈 임산부
- 김주호 : 이준미의 남편 역
- 이미선
- 서한결 : 해조의 동료의사 역
- 이용녀 : 이말년 역 - 고속도로에서 뇌출혈로 쓰러진 할머니
- 민준현 : 기자 역
- 고진명 : 병원 경비원 역
- 김수홍 : 학회장 진행자 역
- 박성배
- 손선근 : 의사 역
- 권용운 : 백만석의 아들 역
- 유겸
- 남현주 : 백만석의 며느리 역
- 김봉수 : 백만석 역 - 79세 뇌동맥류 환자
- 이재욱 : 영생제약회사 직원 역
- 김민채
- 최수영
- 전은진
- 고대한
- 조수현
- 백봉기 : 옥정주 역 - 성폭행미수범, 추락외상환자
- ? : 강력계 형사 역
- ? : 옥정주의 어머니 역
- 김원영
- 김해곤 : 의학파티에 참석한 남자 역
- 이현
- ? : 의학파티 사회자 역
- 이정성 : 의사 역
- 이강영 : 손창욱 역 - 수두증/뇌종양 환자, 김이준의 외삼촌
- 강찬호 : 김이준의 남동생 역
- 강철성 : 뇌질환센터 개관식 진행자 역
- 정소리
- ? : 반정현 역 - 순환기내과 3년차 레지던트
- 성인자 : 윤복림 역 - 흉통과 복통을 호소하다 급성심근경색으로 사망한 환자
- ? : 윤복림의 딸 역
- 정두겸 : 순환기내과 과장 역
- ? : 펜션 주인 역

### 아역
- 송의준 : 박찬이 역 - 12세 뇌출혈 환아
- 이영은 : 이말년의 손녀 역

### 특별출연
- 박순천 : 박찬이의 엄마 역 (1회)
- 이정길 : 오은희의 아버지 역 - 한국대학병원 이사장, 신경외과 교수 (3회, 6회)
- 송용태 : 유덕현 역 - 회장, 동맥류 환자 (9~10회)

## 시청률
| 2012년      | 2012년      | 2012년         |
| 회차        | 방송일      | AGB닐슨 시청률 |
| ----------- | ----------- | -------------- |
| 제1회       | 2월 13일    | 1.3%           |
| 제2회       | 2월 14일    | 0.9%           |
| 제3회       | 2월 20일    | 0.7%           |
| 제4회       | 2월 21일    | 0.9%           |
| 제5회       | 2월 27일    | 0.8%           |
| 제6회       | 2월 28일    | 1.1%           |
| 제7회       | 3월 5일     | 1.1%           |
| 제8회       | 3월 6일     | 1.1%           |
| 제9회       | 3월 12일    | 1.1%           |
| 제10회      | 3월 13일    | 1.1%           |
| 제11회      | 3월 19일    | 1.3%           |
| 제12회      | 3월 20일    | 1.3%           |
| 제13회      | 3월 26일    | 1.4%           |
| 제14회      | 3월 27일    | 1.3%           |
| 제15회      | 4월 2일     | 1.5%           |
| 제16회      | 4월 3일     | 1.4%           |
| 제17회      | 4월 9일     | 1.5%           |
| 제18회      | 4월 10일    | 1.3%           |
| 제19회      | 4월 16일    | 1.5%           |
| 제20회      | 4월 17일    | 1.7%           |
| 평균 시청률 | 평균 시청률 | 1.3%           |